# Епархия Сьюдад-Виктории
Епархия Сьюдад-Виктории (лат.  Dioecesis Civitatis Victoriensis)) — епархия Римско-Католической церкви с центром в городе Сьюдад-Виктория, Мексика. Епархия Сьюдад-Виктории входит в митрополию Монтеррея. Кафедральным собором епархии Сьюдад-Виктории является церковь Святейшего Сердца Иисуса.

## История
21 декабря 1964 года Римский папа Павел VI издал буллу «Cum sit Ecclesia», которой учредил епархию Сьюдад-Виктории, выделив её из епархий Матамороса и Тампико.

## Ординарии епархии
- епископ José de Jesús Tirado Pedraza (1.04.1965 — 25.01.1973)
- Alfonso de Jesús Hinojosa Berrones (12.02.1974 — 10.04.1985)
- епископ Raymundo López Mateos (20.12.1985 — 3.11.1994)
- епископ Antonio González Sánchez (3.11.1995 — по настоящее время)

## Источник
- Annuario Pontificio, Ватикан, 2007